# Bombinhas
Bombinhas é um município brasileiro do estado de Santa Catarina. Localiza-se a uma latitude 27º07'54" sul e a uma longitude 48º31'40" oeste, estando a uma altitude de 32 metros (IBGE). Sua população estimada em 2019 é de 19 769 habitantes.
É o menor município de Santa Catarina, com uma área de 34,5 km². Tem diversas praias como Bombas, Bombinhas (Centro), Zimbros, Canto Grande, Conceição, Ribeiro, Mariscal, Praia da Sepultura, Praia do Retiro dos Padres e Praia de Quatro Ilhas.
Foi considerada a capital do mergulho ecológico, em 2013, e é assim conhecida desde então.

## História
O município de Bombinhas foi criado em 15 de março de 1992, tendo sido desmembrado do Município de Porto Belo e sendo constituído pela área territorial do então Distrito de Bombinhas.
A história da sua colonização indica que os açorianos que para cá vieram fundaram, em 1817, a Vila de Nova Ericeira, hoje Município de Porto Belo.
Durante a década de 1960 alguns turistas estabeleceram-se na região, como Leopoldo Zarling, que construiu a primeira casa de veraneio (Praia da Sepultura), sendo seguido pelos Padres Salesianos, que em 1967 construíram a Casa de Retiros (Praia do Ingleses). O primeiro loteamento foi feito por Leopoldo Zarling, na localidade então denominada Praia Grande, hoje Praia de Bombas.
A região Mariscal, perto de Bombinhas, é uma praia ainda preservada. A vegetação nativa, chamada restinga, se estende pelos 4 km de areia. Graças à ação de ONG como a SOS Mariscal, e de moradores que dão a vida por aquele lugar, a região tem proteção contra a construção de grandes prédios e de obras que possam agredir o ambiente. E a poluição é muito bem controlada.
Seu Brasão foi idealizado e desenhado por Jadir Nadiel Coelho[carece de fontes?].

## Geografia

### Relevo

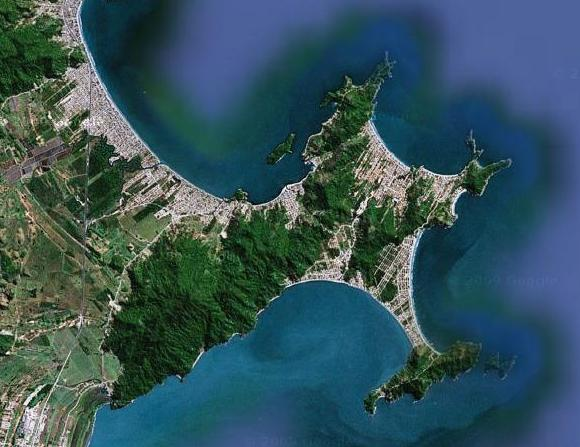
Bombinhas e região circunvizinha em imagem do satélite Landsat

É uma península um pouco acidentada e apresenta em sua configuração geográfica saliências (morros e pontas), reentrâncias (enseadas), costões pedregosos com escarpas abruptas em alguns locais e diversas praias.

### Municípios limítrofes
Os limites do município são, a oeste, com o município de Porto Belo, e, ao norte, ao sul e a leste, com o Oceano Atlântico..

### Clima
O município de Bombinhas pertence a zona climática designada pela letra C, com o tipo climático Cwa, segundo a classificação do clima de Köppen. Tal tipo climático se caracteriza por ser um clima subtropical úmido.
A temperatura média é de 20 °C e a pluviosidade média é de 128 mm/mês, sendo fevereiro o mês mais chuvoso, com 198 mm, e junho o mais seco, com 76 mm..
| Mês                        | Jan | Fev | Mar | Abr | Mai | Jun | Jul | Ago | Set | Out | Nov | Dez |
| -------------------------- | --- | --- | --- | --- | --- | --- | --- | --- | --- | --- | --- | --- |
| Máximas °C                 | 28  | 28  | 27  | 25  | 23  | 21  | 20  | 21  | 21  | 23  | 24  | 26  |
| Mínimas °C                 | 20  | 22  | 21  | 17  | 14  | 11  | 11  | 12  | 14  | 16  | 18  | 18  |
| Precipitação média (mm)    | 175 | 198 | 185 | 97  | 97  | 76  | 94  | 91  | 127 | 127 | 130 | 147 |
| Fonte: The Weather Channel |     |     |     |     |     |     |     |     |     |     |     |     |

### Hidrografia
Segundo levantamento feito pela Prefeitura Municipal de Bombinhas, o município tem as seguintes Praias:
| - Aguada - Biguá - Bombas - Bombinhas - Buraco Quadrado - Cação | - Cachalote - Caeté - Canto Grande Dentro - Canto Grande Fora - Conceição | - Cardoso - Embrulho - Galheta - Lagoinha - Mariscal - Miséria | - Morrinhos - Porto da Vó - Porto do Jorge - Porto do Macuco - Prainha | - Prainha do Mariscal - Quatro Ilhas - Retiro dos Padres - Ribeiro - Sepultura - Tainha | - Zimbros - Lagoa - Triste - Vermelha |

A cidade possui um pequeno curso d'água chamado rio da Barra.

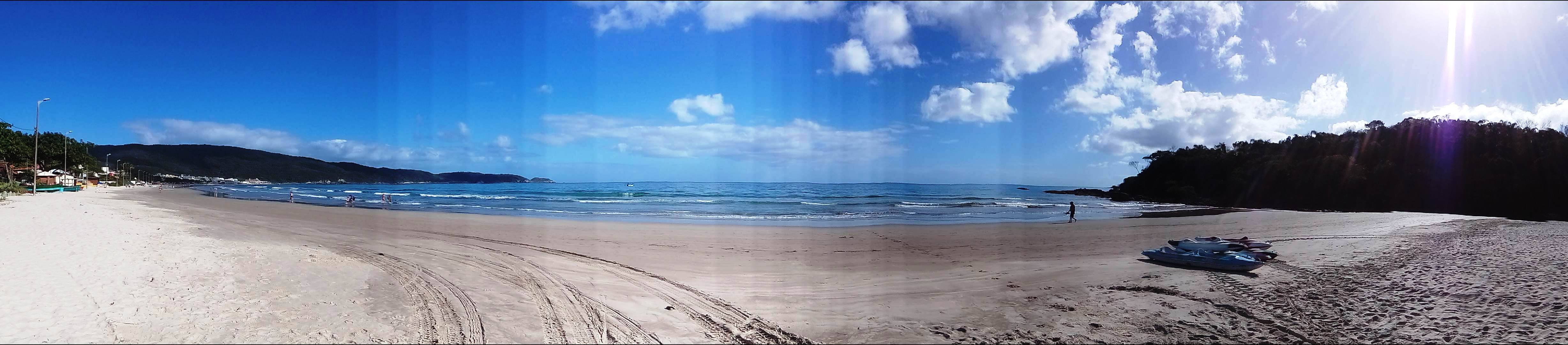
Vista panorâmica da Praia de Bombas

## Política
O total de eleitores do município de Bombinhas em novembro de 2018 era de 13.971.
O primeiro representante do poder executivo do município foi Manoel Marcílio dos Santos em 1992. Conhecido como Maneca, o primeiro prefeito de Bombinhas (PP), foi mais uma vez eleito com 2.321 votos, cerca de 29,22% dos 7.942 votos válidos nas eleições de 2008.
| PREFEITO                           | PERÍODO DE GOVERNO                               | PARTIDO | VICE-PREFEITO                |
| ---------------------------------- | ------------------------------------------------ | ------- | ---------------------------- |
| Manoel Marcílio dos Santos, Maneca | 1º de janeiro de 1993 até 31 de dezembro de 1996 | PDT     | Euclides Manoel Mafra        |
| Leopoldo João Francisco Filho      | 1º de janeiro de 1997 até 31 de dezembro de 2000 | PPB     | Almeri Pedro da Silva Junior |
| Claudionor Carlos Pinheiro, Kanô   | 1º de janeiro de 2001 até 31 de dezembro de 2004 | PDT     | Lourdes Matias               |
| Júlio César Ribeiro                | 1º de janeiro de 2005 até 31 de dezembro de 2008 | PSDB    | Lourdes Matias               |
| Manoel Marcílio dos Santos         | 1º de janeiro de 2009 até 31 de dezembro de 2012 | PP      | Claudemiro João Schmit       |
| Ana Paula da Silva                 | 1º de janeiro de 2013 até 05 de abril de 2018    | PDT     | Paulo Henrique Dalago Muller |
| Paulo Henrique Dalago Muller       | 05 de abril de 2018 até 31 de dezembro de 2020   | PTB     | NENHUM                       |
| Paulo Henrique Dalago Muller       | Início em 1º de janeiro de 2021 (em exercício)   | PODE    | ALEXANDRE DA SILVA           |

Com relação ao poder judiciário, Bombinhas faz parte da Comarca de Porto Belo, a qual possui duas varas.
Bombinhas pertence a 91ª Zona Eleitoral do Tribunal Regional Eleitoral de Santa Catarina, sediada em Itapema, da qual também faz parte o município de Porto Belo.

## Subdivisões
Existem atualmente nove bairros em Bombinhas:
| - Bombas - Canto Grande - Centro - José Amândio - Mariscal | - Morrinhos - Quatro Ilhas - Sertãozinho - Zimbros |

## Demografia
No censo demográfico de 2022, o município possuía 25 058 habitantes.
Evolução demográfica do município de Bombinhas.
Quanto a qualidade de vida, o coeficiente de Gini, cálculo realizado para medir a desigualdade social, é de 0,36, visto que a mais imperfeita é um e a mais perfeita é zero. Segundo o PNUD, Bombinhas apresenta um IDH geral de 0,809, considerado alto, e está na posição 94ª no ranking de desenvolvimento humano de Santa Catarina e 385ª no cenário brasileiro. A renda per capita está na 99ª posição em Santa Catarina e 446ª posição no Brasil, com um IDH médio de 0,731.

### Etnias
No censo demográfico de 2010, a composição étnica do município era de 11.475 (80,29%) brancos, 2.329 (16,30%) pardos, 389 (2,72%) afrodescendentes, 32 (0,23%) indígenas e 68 (0,48%) amarelos.

### Religião
O censo demográfico realizado em 2010, pelo IBGE, apontou a seguinte composição religiosa em Bombinhas:
- 58,19% dos bombinenses (8.317) declaram-se católicos;
- 24,88% (3.555) declaram-se protestantes;
- 9,57% (1.367) declaram-se sem religião, podendo ser agnósticos, ateus ou deístas;
- 3,73% (532) declaram-se Testemunhas de Jeová;
- 2,01% (287) declaram-se espíritas.

## Economia

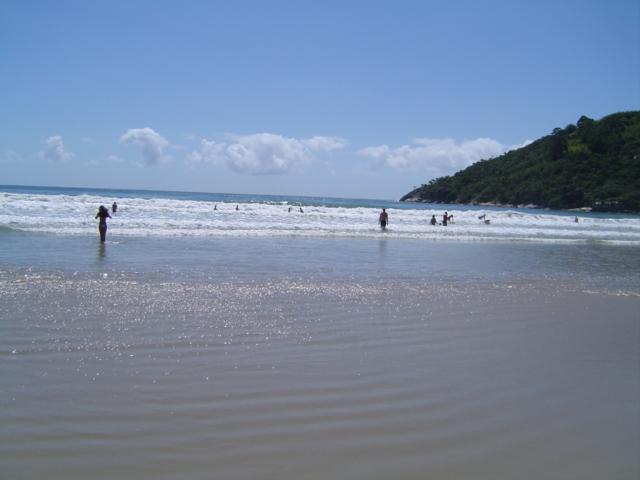
Praia em Bombinhas.

Bombinhas tem sua economia alicerçada basicamente nas atividades do turismo e pesca.

## Infraestrutura

### Educação

#### Instituições de ensino
O Município conta atualmente com as seguintes instituições de ensino:
- C.E.I.T Leonel Brizola
- C.E.I Cantinho da Felicidade
- C.E.I Peter Pan
- C.E.I Rosas Vermelhas I
- C.E.I Rosas Vermelhas II
- C.E.I Sítio do Pica Pau Amarelo
- E.B.M Dilma Mafra
- E.B.M Edith Willecke
- E.B.M Manoel Eduardo Mafra
- E.B.M Manoel Jose da Silva
- E.B.M Pequeno Príncipe
- E.E.B Leopoldo Jose Guerreiro
- Pre-Escolar Arco Iris
- E.E.B Maria Rita Flor

#### Indicadores
O Censo Escolar do Inep aponta para um número total de 3.957 alunos matriculados em Bombinhas durante o ano letivo de 2006. Os alunos encontram-se assim distribuídos:
| |         |
| \| Creches \| 4,62 % \| \| Pré-Escola \| 8,54 % \| \| Ensino Fundamental \| 55,85 % \| \| Ensino Médio \| 14,48 % \| \| Supletivo \| 16,42 % \| |         |
| Creches | 4,62 %  |
| Pré-Escola | 8,54 %  |
| Ensino Fundamental | 55,85 % |
| Ensino Médio | 14,48 % |
| Supletivo | 16,42 % |

O município conta com um número total de 182 docentes nos Ensinos Pré-Escolar, Fundamental e Médio, segundo informações do IBGE para o ano de 2008. O analfabetismo na cidade é de 11,24% entre a população.
Na classificação do PNUD para a educação, Bombinhas ocupa a 106ª posição entre os municípios de Santa Catarina, e a 519° posição entre os municípios brasileiros, apresentando um IDH educacional de 0,889, considerado elevado.

### Cultura
O município conta com 5 museus : Eco-360º, Instituto Boi-mamão, Casa do Homem do mar, Instituto Kat Schurmann e mais conhecido, o Museu Aquário Marinho de Bombinhas, aberto desde 1999.

### Transporte
O aeroporto de Navegantes é o mais próximo de Bombinhas, distante cerca de 47 km. Outra alternativa é o aeroporto de Florianópolis, distante cerca de 70 km.
Transporte coletivo municipal
Bombinhas possui um serviço de transporte público municipal gratuito, disponibilizado pela prefeitura.
Transporte coletivo intermunicipal
O município não dispõe de um Terminal Rodoviário.
As empresas que operam atualmente são: Auto Viação Catarinense Ltda. (com alguns horários para Blumenau, Joinville e Curitiba), Empresa Santo Anjo da Guarda Ltda., Viação Praiana Ltda. (com horários regulares de hora em hora e linhas que ligam o município à cidade de Porto Belo, com conexão para Itajaí, Balneário Camboriú, Camboriú, Itapema e Tijucas).
Observação: como os horários e linhas são muito limitados, pode ser necessário se deslocar até ao Terminal Rodoviário de Balneário Camboriú (Terminal Rodoviário de Balneário Camboriú - TRBC, distante cerca de 30 km de Bombinhas) ou de Itajaí (Terminal Rodoviário Internacional de Itajaí - Terri, distante cerca de 42 km de Bombinhas).

### Saúde
Segundo o PNUD, a saúde bombinense se encontra na 155ª posição no estado e 637ª no país, com um IDH de 0,808, considerado elevado. A expectativa de vida é de 73,4 anos. A taxa de fecundidade é de 2,2 filho por mulher, enquanto a mortalidade infantil apresenta um coeficiente de 16,93 mortes por mil recém-nascidos.
Existem 9 estabelecimentos voltados para a saúde na cidade em 2024, todos municipais, sendo 1 UPA 24hs, 7 unidades de saúde e 1 centro de especialidades,